# Berndt Röder
Berndt Röder (* 3. Dezember 1948 in Lünen) ist ein deutscher Politiker (CDU). Er war von Oktober 1984 bis Februar 2011 durchgängig Mitglied der Hamburgischen Bürgerschaft.

## Leben
Röder ging in Lünen, Hamburg und Athen zur Schule. 1968 verließ er das Albert-Schweitzer-Gymnasium in Hamburg mit dem Abitur. Im Anschluss absolvierte er ein Studium der Rechtswissenschaften an der Universität Hamburg. Seit 1977 ist Röder als Rechtsanwalt und Geschäftsführer des Zeitungsverlegerverbandes Hamburg sowie des Verbandes der Zeitungsverlage Norddeutschland tätig.
Er ist zum zweiten Mal verheiratet und hat drei Kinder.

## Politik
Röder trat 1968 in die CDU ein und war von 1974 bis 1979 und erneut von 1982 bis 1994 Vorsitzender des CDU-Ortsverbandes Langenhorn. Er war von 1974 bis 1985 Abgeordneter der Bezirksversammlung im Bezirk Hamburg-Nord. Im November 1974 sprach er sich mit seinem Parteifreund Joachim Lampe für eine striktere Umsetzung des Nachtflugverbotes am Flughafen Hamburg aus. Später forderte er gar eine Ausweitung der Nachtruhe am Flughafen.  1987 sprach er sich gemeinsam mit seinem Fraktionskollegen Roland Salchow gegen eine Hausmüll-Deponie in der Hummelsbüttler Feldmark aus, dies würde eines der wichtigsten Naherholungsgebiete gefährden.
1982 kurzzeitig und wiederum seit Oktober 1984 war er Mitglied der Bürgerschaft der Freien und Hansestadt Hamburg. Zeitweilig war er Beisitzer im CDU-Fraktionsvorstand. Von 1997 bis 2004 war er ihr Erster Vizepräsident und von März 2004 bis Februar 2010 ihr Präsident. 1985 forderte er, die geplante Ortsumgehung Fuhlsbüttel, nicht wie von der Deputation der Umweltbehörde geplant direkt vor dem Flughafen an der Straßenkreuzung Sengelmannstraße / Alsterkrugchaussee anzubinden, sondern bereits am Jahnring in Winterhude, um so Schleichverkehr durch Wohngebiete in Fuhlsbüttel zu verhindern. Außerdem verlangte er die Planungen für einen Flughafen in Kaltenkirchen wieder aufzunehmen, weil die Kapazität des Hamburger Flughafens 2005 endgültig erschöpft sei.
Im Juni 2004 geriet Röder in die Kritik, nachdem er in den Räumen der Bürgerschaftskanzlei einen eigens eingerichteten Alarmknopf gedrückt hatte, um die Zeit bis zum Eintreffen der Polizei zu messen. Die Staatsschutzabteilung des Landeskriminalamtes und die Staatsanwaltschaft ermittelten daraufhin wegen Missbrauchs von Notrufeinrichtungen gegen ihn. Das Verfahren ist gegen Zahlung einer Geldbuße in Höhe von 2500 € eingestellt worden. Er musste darüber hinaus der Stadt die Hälfte der wegen des Missbrauchs entstandenen Kosten erstatten.
Im Februar 2010 kam erneut Kritik an Röder auf, nachdem er sich an die Staatsräte der Innen- und der Umweltbehörde wandte und damit Druck auf die Hamburger Stadtreinigung ausübte, um seine abgelegene Wohnstraße in Groß Borstel vom Eis räumen zu lassen. Gleichzeitig wiesen alle Hamburger Nebenstraßen einen dicken, spiegelglatten Eispanzer auf, da sich die Stadtreinigung lediglich in Lage sah, die Hauptstraßen zu räumen. Röder gab als Grund für diese Sonderbehandlung an, ihm sei es um ein benachbartes Veranstaltungszentrum gegangen. Am 20. Februar 2010 erklärte er daraufhin seinen Rücktritt als Präsident der Hamburgischen Bürgerschaft.
Mit Ablauf der 19. Wahlperiode im Februar 2011 schied Röder als Mitglied der Hamburgischen Bürgerschaft aus. 2012 wurde Röder zum stellvertretenden Mitglied des Medienrates der Medienanstalt Hamburg/Schleswig-Holstein gewählt.